# Chiesa di San Tommaso (Suvereto)
La chiesa di San Tommaso è un luogo di culto cattolico che si trova nel Villaggio Belvedere, nel territorio di Suvereto.
La chiesa è un piccolo edificio ad aula unica, officiato fino al XIX secolo, sulla cui facciata si conserva una lunga iscrizione con stemma degli Appiani in cui è ricordata l'edificazione del Villaggio Belvedere, costruito nel 1560 per volontà di Jacopo VI d'Appiano.
Il villaggio consentiva alle famiglie più agiate di Suvereto di sfuggire alla malaria durante il periodo estivo soggiornando in una località arieggiata e salubre.